# مارکت رتنباخ
مارکت رتنباخ (به آلمانی: Markt Rettenbach) یک شهر در آلمان است که در اونترالگوی واقع شده‌است. مارکت رتنباخ ۳٬۶۹۰ نفر جمعیت دارد.